# Pulau Bangkaru
Pulau Bangkaru är en ö i Indonesien.   Den ligger i provinsen Aceh, i den västra delen av landet, 1 400 km nordväst om huvudstaden Jakarta. Arean är 59 kvadratkilometer.
Terrängen på Pulau Bangkaru är lite kuperad. Öns högsta punkt är 274 meter över havet. Den sträcker sig 12,3 kilometer i nord-sydlig riktning, och 9,3 kilometer i öst-västlig riktning.  I omgivningarna runt Pulau Bangkaru växer i huvudsak städsegrön lövskog.